# Viburnum lentago
Viburnum lentago é uma espécie do gênero botânico Viburnum, da família das Adoxaceae
É nativo do nordeste dos Estados Unidos e sul do Canadá.
É um grande arbusto ou pequena árvore que pode crescer até 9 m de altura, com um tronco que pode alcançar até 25 cm de diâmetro; com uma casca de cor cinza-marron. Os galhos são lisos, resistentes, flexíveis e produzem um odor forte quando  esmagados ou machucados. Como todas as viburnuns, as folhas se distribuem nos ramos em pares opostos. São ovais com 5 a 10 cm de comprimento e 2 a 5 cm de largura, finamente serrilhadas. As flores são pequenas com 5 a 6 mm de diâmetro, com cinco pétalas esbranquiçadas formando uma grande cimeira circular de 5 a 12 cm de diâmetro. A fruta é uma drupa pequena e redonda de cor azul-negro, de 8 a 16 mm, numa haste avermelhada.
O fruto desta espécie, diferentemente de outros viburnuns, é doce e comestível. A casca e as folhas foram utilizadas pelos índios norte-americanos para a preparação de chás medicinais.